# Fritz Gunst
Fritz Gunst (n. 22 septembrie 1908, Hannover, Reich-ul German – d. 9 noiembrie 1992, Hannover, Germania) a fost un jucător de polo pe apă ce a reprezentat Germania, medaliat olimpic. A participat la 3 ediții ale Jocurilor Olimpice (1928, 1932, 1936) în care a câștigat 1 medalie de aur și 2 medalii de argint.